# Many Rivers to Cross (lied)
Many Rivers to Cross is een reggaeachtig gospelnummer van Jimmy Cliff. Het lied werd een aantal keren succesvol gecoverd, maar de meeste versies haalden de hitparades niet. De hits kwamen wel van
- Marcia Hines, hitje in Nederland,
- UB40, hitje in Engeland en Nieuw-Zeeland
- Cher, hitje in Engeland, haalde de 37e plaats in drie weken
- Annie Lennox, hitje in de VS (80e plaats) en Canada (47e plaats).

Andere artiesten die het opnamen variëren van Linda Ronstadt (1975) tot Bryan Adams (2014). De versie van Joe Cocker (1982) stond een aantal malen in de Radio 2 Top 2000, die van Marcia Hines (1981) eenmaal.

## Jimmy Cliff
Jimmy Cliff zong het zelf op zijn naar hem genoemde studioalbum uit 1969, maar het verscheen pas later als A-kant op een single. Cliff vertelde later dat het nummer eigenlijk was opgenomen als opvullertje voor het album en dat de studiomusici eigenlijk al naar huis wilden. Het nummer sprak volgens hem iedereen aan, want iedereen krijgt met problemen te maken. Het nummer werd pas een succes toen Cliff in de film The Harder They Come verscheen. In 1972 verscheen het als B-kant op de titeltrack van de film. In 1978 kwam het pas als A-kant uit. In Nederland haalde het alleen de tipparade. Het nummer werd door het blad Rolling Stone uitgeroepen als een van de beste 500 liedjes van altijd. Een hitparadenotering was echter niet weggelegd voor Cliffs Many Rivers to Cross.
De muziekproducenten waren Chris Blackwell, de baas van Island Records, en Leslie Kong.

## Marcia Hines
De enige versie van Many Rivers to Cross die de Nederlandse hitparade wist te halen was de versie van Marcia Hines. Ook die versie was geen hoogvlieger. In de Mega Top 50 kwam hij in zes weken niet verder dan een 23e plaats. Ook in de Nederlandse Top 40 waren er maar zes weken notering weggelegd, met als hoogste notering daar de 21e plaats. In België werden de lijsten niet gehaald.

## UB40
De Britse muziekgroep UB40 had wat hitparades betreft meer succes. Zij zongen het in hun thuisland en in Nieuw-Zeeland de hitparades in. In Engeland haalde het de zestiende plaats in acht weken tijd, in Nieuw-Zeeland de 48e. In Nederland en België was er geen succes weggelegd voor UB40 met dit nummer. De B-kant Food for Thought werd door de band zelf geschreven en is dus een ander nummer dan Food for Thought van 10cc. Er verscheen een aantal verschillende uitgaven van dit nummer van 7-inch-single en 12-inch.

## NPO Radio 2 Top 2000
| Nummers met noteringen in de NPO Radio 2 Top 2000 | '99  | '00  | '01 | '02  | '03  | '04  | '05 | '06  |
| ------------------------------------------------- | ---- | ---- | --- | ---- | ---- | ---- | --- | ---- |
| Many rivers to cross (Joe Cocker)                 | 1352 | 1783 | -   | 1612 | 1519 | 1780 | -   | 1878 |
| Many rivers to cross (Marcia Hines)               | 1841 | -    | -   | -    | -    | -    | -   | -    |

1. ↑  Een '-' betekent dat het nummer niet was genoteerd en een vetgedrukt getal geeft de hoogste notering van een nummer aan.
2. ↑  Deze tabel is bijgewerkt tot en met de laatste editie (2024).